# Google ボイス
Google ボイス（英：Google Voice）は、Googleが提供するIP電話サービスである。主に北米向けのサービスであり、スマートフォンや、パソコンのブラウザを使ってアメリカ国内外へ比較的安価に電話をかけることが出来る。2024年現在、アメリカからアメリカおよびカナダ国内への通話は通常無料である。また、固有の電話番号を取得し、その番号を使い外部から着信を受けることも可能。Google トークからは発信のみ可能で、通話履歴の記録や留守番電話機能も存在する。

## 注意点
Google ボイスは、主に北米を対象としたIP電話サービスであり、日本国内から公式サイトへアクセスした場合、ログインはできない。VPNなどを利用して規制を回避すると、Googleアカウントが停止される可能性があるため、利用は推奨しない。

## 機能
- Google ボイスユーザー間での通話および、Googleボイスユーザー外との通話。
- ボイスメールの自動文字起こし、その自動文字起こしの検索。
- 国際電話を比較的安価に掛けることができる。
- 好ましくない発信者をブロックできる。

## 沿革
サービス開始当初は、Google Voiceの番号にかかってきた電話は登録された電話に転送されるだけであったが、2010年に入り、GmailのWebインターフェイスを使い、コンピュータから電話を掛けたり受けたりすることもできるようになった。
2011年8月4日より日本でのサービスを開始した。今現在使用できていない。
2013年5月にGoogle ハングアウトと連携。